# Castell de la Fava

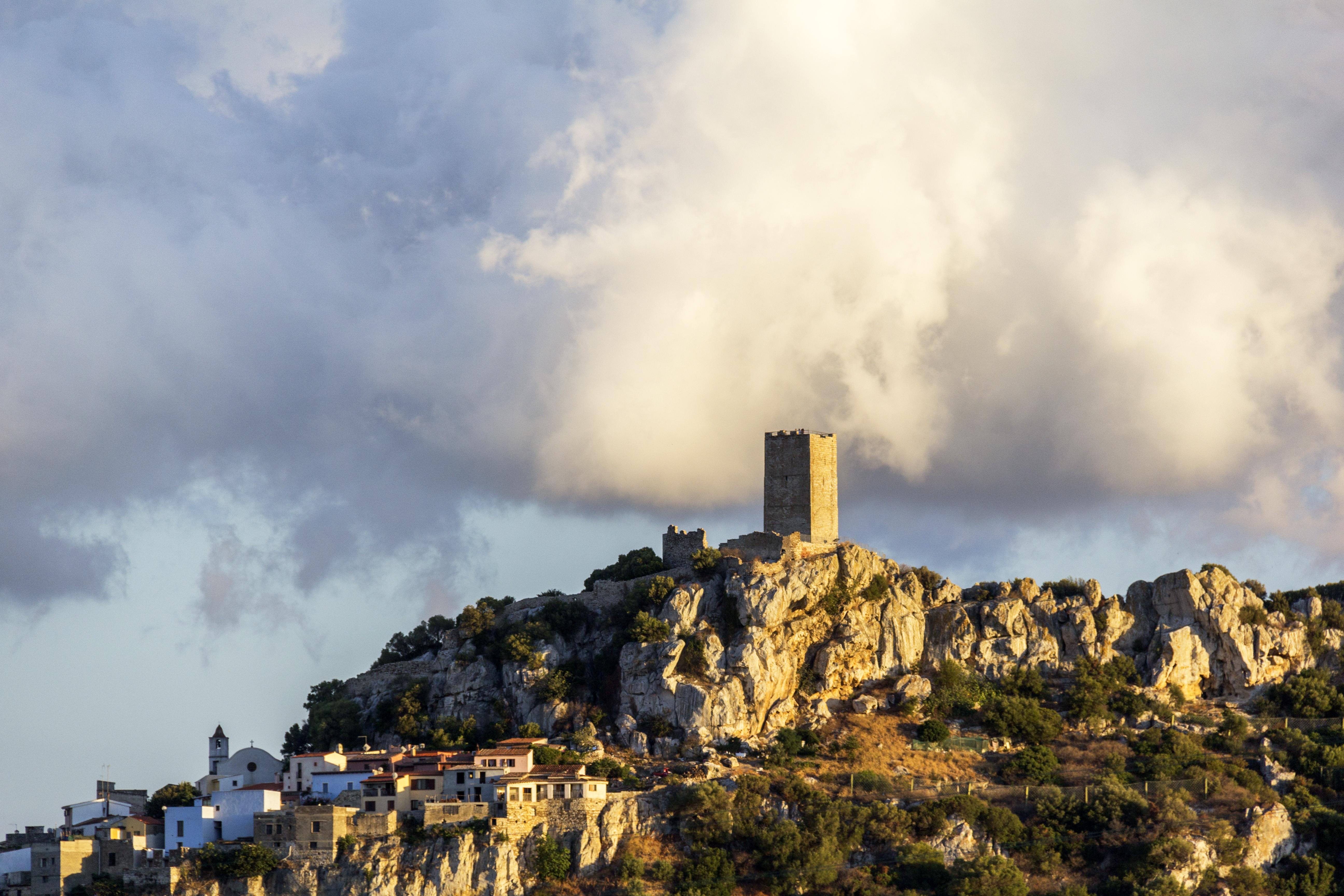
El castell de la Fava sobre Posada

El castell de la Fava (en sard: casteddu de sa Fae, en italià: castello della Fava) és una fortificació militar situada al cim del turó que domina el municipi de Posada, província de Nuoro, al nord-est de l'illa de Sardenya. Gràcies a la seva posició elevada podia controlar la plana circumdant, la desembocadura del riu Posada i gran part de la costa oriental de Sardenya.

## Història
Construït al segle xiii per la família Pisan Visconti, just al límit del Jutjat de Gallura, al que pertanyia, i el d'Arborea, va estar controlat alternativament tant pels sobirans de Gallura com pels d'Arborea. L'any 1324 passà als catalano-aragonesos i, després d'uns parèntesis temporals durant els quals tornà a les possessions d'Arborea, el castell i el poble de Posada tornaren novament a mans ibèriques l'any 1409, per ser concedits després com a feu l'any 1431 a la família Carroz i elevat al rang de Baronia.
El nom prové de la llegenda que cap al 1300 una flota turca (o sarraïna) va assetjar Posada intentant conquerir-la a causa de l'esgotament i la fam. Per enganyar els assetjadors, els habitants del poble fortificat, ja esgotats i incapaços de resistir la batalla, van fer menjar a un colom un grapat de faves, que és el que quedava dels seus aliments. Abans d'alliberar-lo en vol, el van ferir. L'ocell va caure al campament enemic amb l'estómac ple: els àrabs van notar l'estranya inflor i també l'abundant menjar, provocant que sobrevaloressin els recursos del castell i van renunciar al setge.

## Descripció
El castell està construït amb carreus de pedra mal treballada. Estava envoltat per 3 muralles escalonades seguint el relleu del turó, i al centre hi havia el pati d'armes, sobre 3 grans cisternes per a recollir l'aigua de pluja, i amb la torre torre quadrada al mig, que encara ara es pot veure. La torre, de 20 metres d'alçada, té l'accés a un nivell elevat, al que s'hi accedia per una escala de fusta o de corda. Actualment hi ha una escala de ferro. Dividida en 3 plantes, la part superior estava coronada amb merlets.